# Сент-Этьен-ле-Ло
Сент-Этье́н-ле-Ло (фр. Saint-Étienne-le-Laus, окс. Sant Estève lo Laus) — коммуна во Франции, находится в регионе Прованс — Альпы — Лазурный Берег. Департамент коммуны — Верхние Альпы. Входит в состав кантона Ла-Бати-Нёв. Округ коммуны — Гап.
Код INSEE коммуны — 05140.

## Население
Население коммуны на 2008 год составляло 297 человек.
| 1962 | 1968 | 1975 | 1982 | 1990 | 1999 | 2008 |
| ---- | ---- | ---- | ---- | ---- | ---- | ---- |
| 155  | 153  | 157  | 149  | 177  | 215  | 297  |

## Экономика
В 2007 году среди 169 человек в трудоспособном возрасте (15—64 лет) 123 были экономически активными, 46 — неактивными (показатель активности — 72,8 %, в 1999 году было 74,1 %). Из 123 активных работали 115 человек (70 мужчин и 45 женщин), безработных было 8 (4 мужчины и 4 женщины). Среди 46 неактивных 9 человек были учениками или студентами, 21 — пенсионерами, 16 были неактивными по другим причинам.

## Фотогалерея

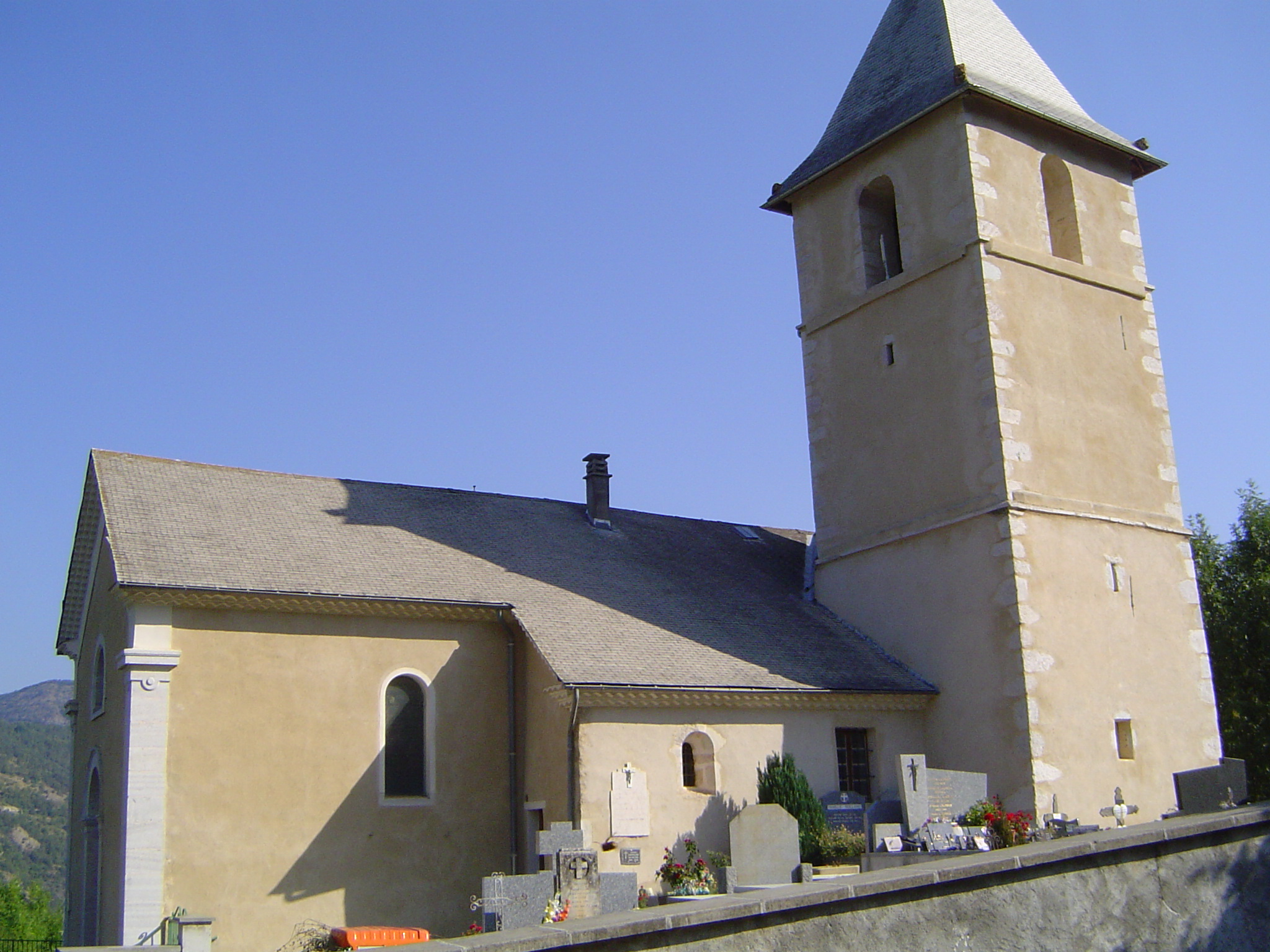
Церковь Сент-Этьен
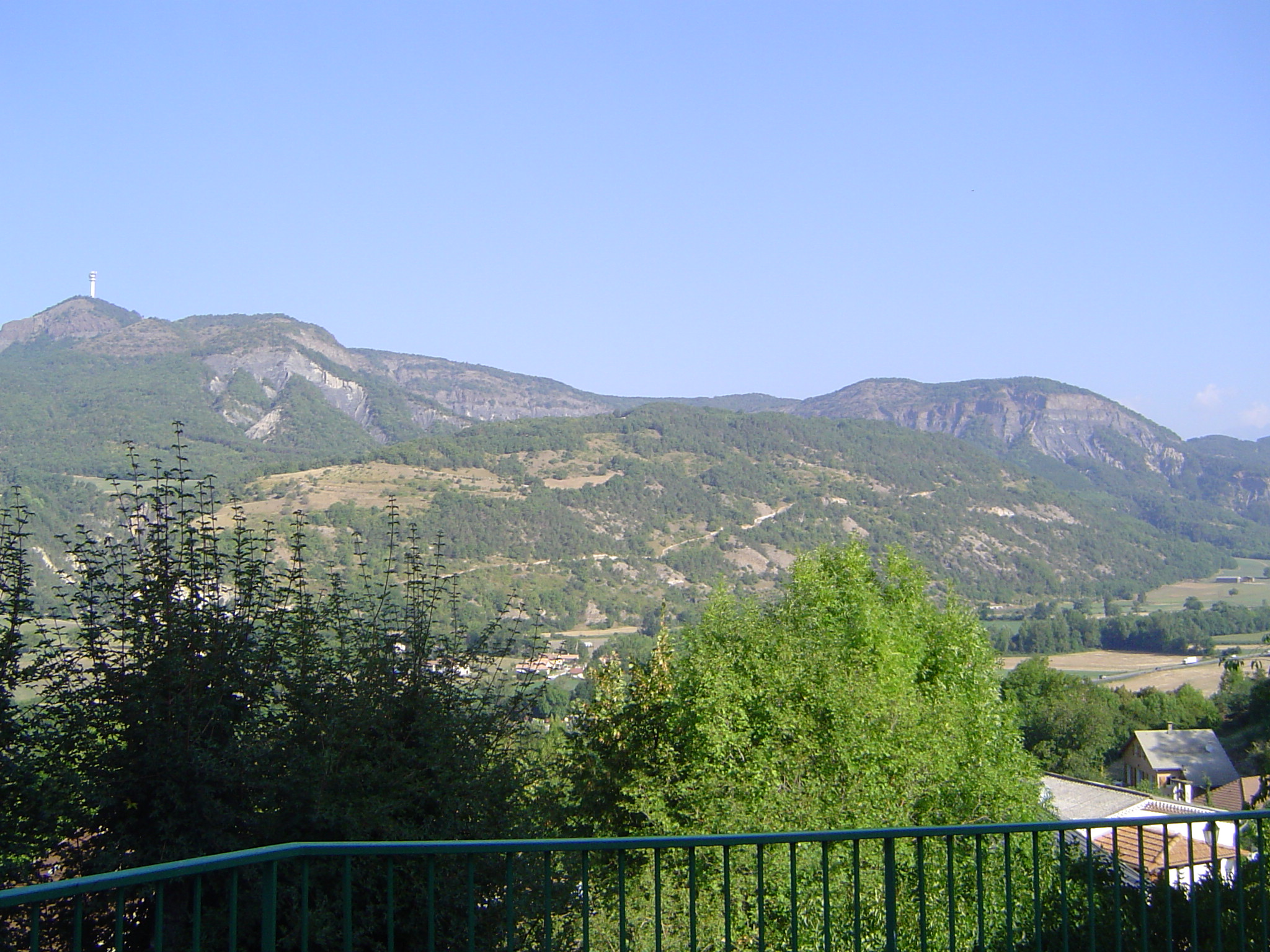
Вид из церкви
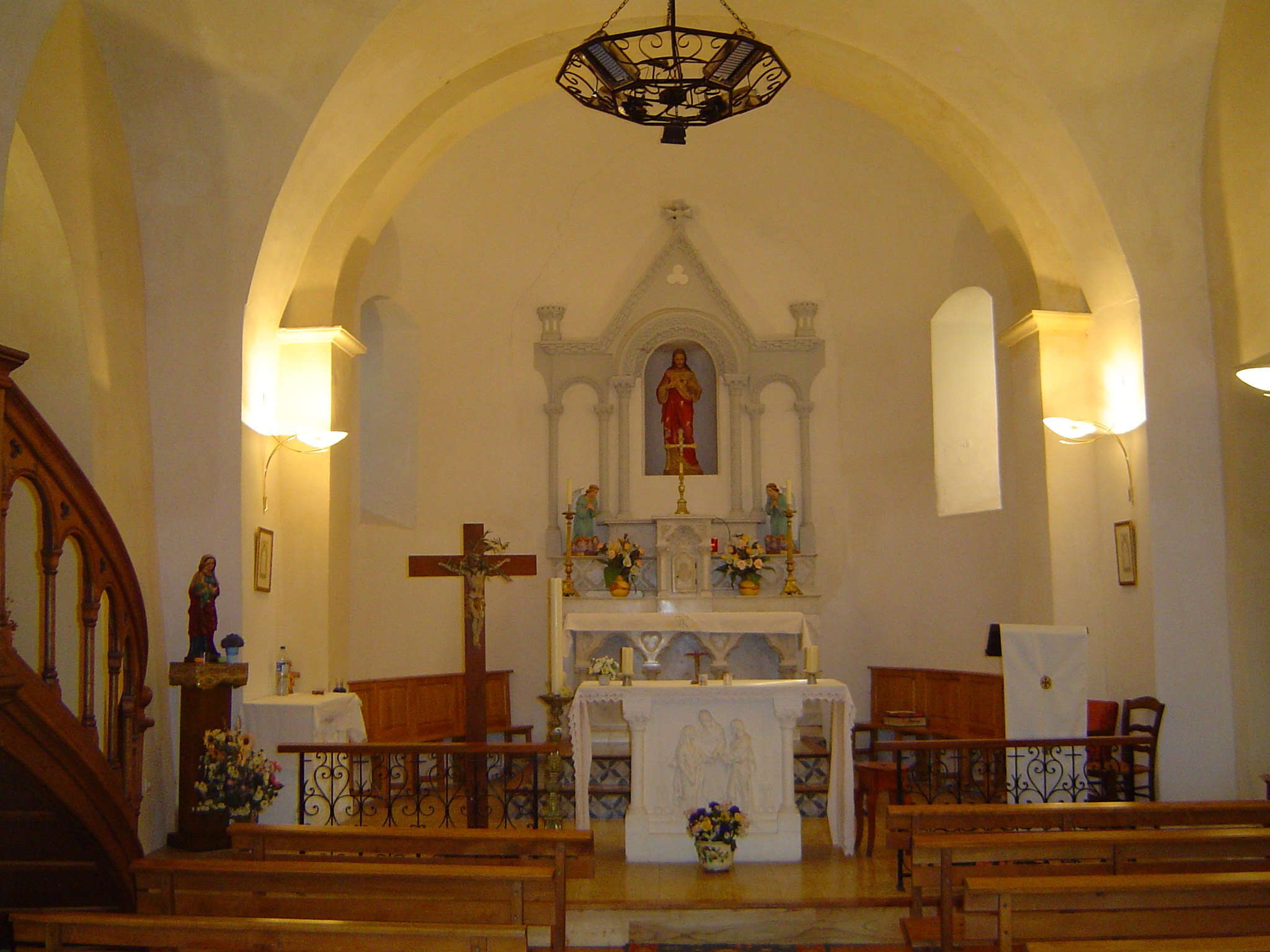
Интерьер церкви
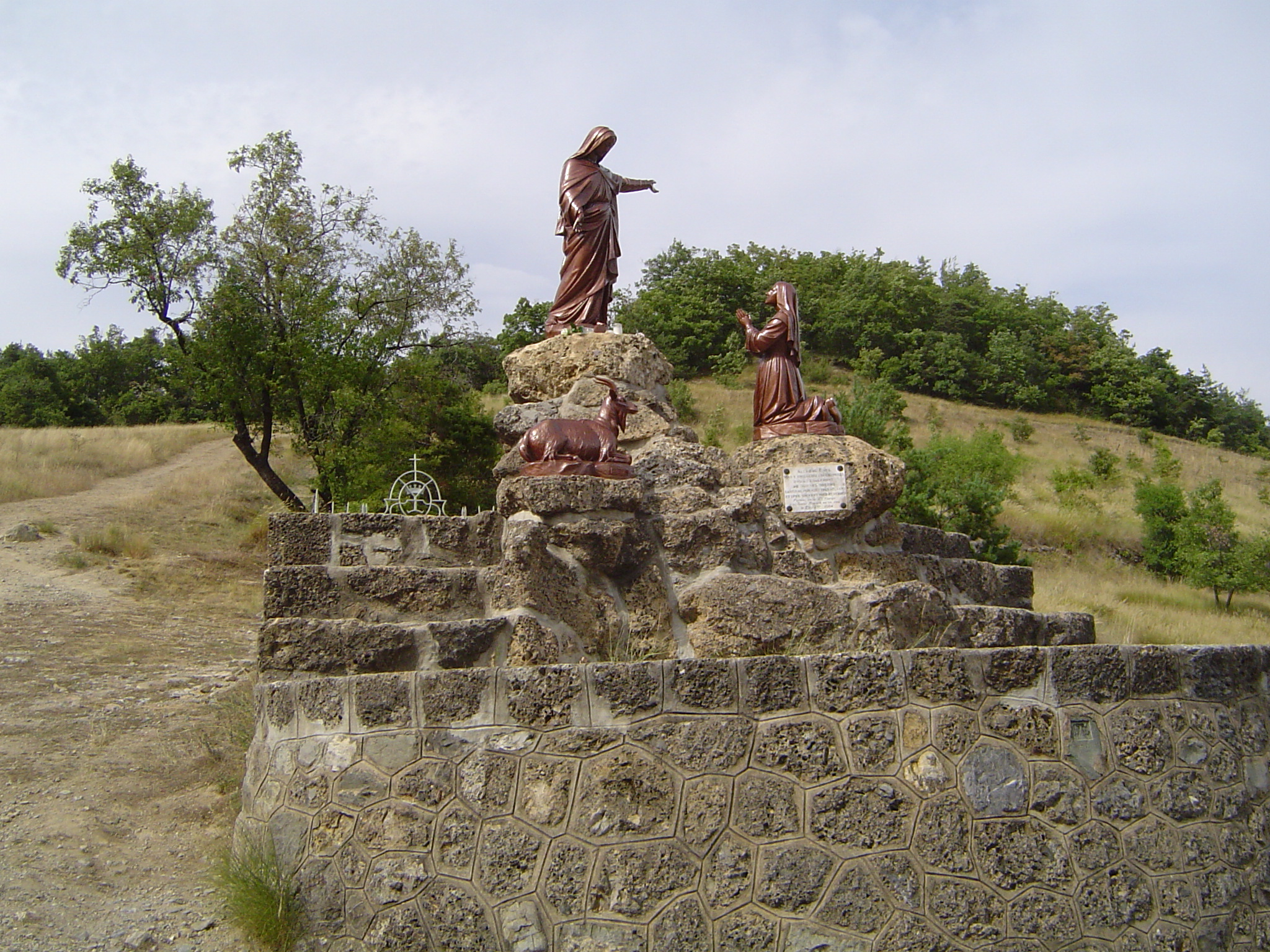